# Can Pedrerol de Baix
Can Pedrerol de Baix és un edifici de Castellbisbal (Vallès Occidental) protegit com a Bé Cultural d'Interès Local.

## Descripció
Es tracta d'una casa pairal, és de 1640 i fou restaurada a principis del segle XX seguint les directrius modernistes.

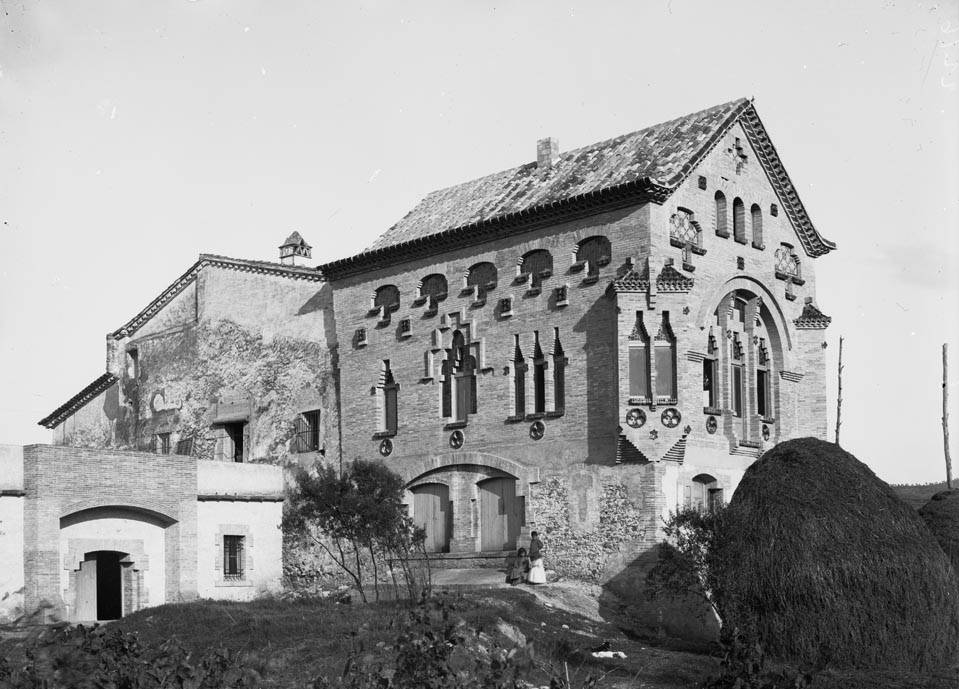
Imatge a principis del segle XX

Fou ampliada amb un cos adossat i es caracteritza pel treball en totxo que li dona un gran caràcter decoratiu. També s'han utilitzat elements de ceràmica. Aquesta decoració se centra sobretot en la composició de finestres.
La coberta és de faldó.
Al costat de la casa hi ha un celler de tipus modernista amb arcs d'entrada i arcs interiors de pedra, i a la mateixa finca, trobem la petita ermita de Sant Quintí.